# Swainsona lessertiifolia
Swainsona lessertiifolia är en ärtväxtart som beskrevs av Dc.. Swainsona lessertiifolia ingår i släktet Swainsona och familjen ärtväxter. Inga underarter finns listade i Catalogue of Life.